# Peter Garrett
Peter Garrett (ur. 16 kwietnia 1953 w Sydney) – australijski muzyk i polityk. Wokalista australijskiego zespołu Midnight Oil, a od 2004 poseł, od 2006 członek laburzystowskiego gabinetu cieni jako minister ds. zmiany klimatu, środowiska, dziedzictwa i sztuki (Shadow Minister for Climate Change, Environment & Heritage, Arts). W 2003 otrzymał Order Australii za zasługi dla muzyki i obrony środowiska.
W latach 2004–2013 był posłem Australijskiej Partii Pracy z okręgu Kingsford Smith.
Po wygranej laburzystów w wyborach w listopadzie 2007 Garrett został ministrem środowiska, dziedzictwa i sztuki. Po kolejnych wyborach w 2010 roku został przeniesiony na urząd ministra szkolnictwa, małych dzieci i młodzieży.

## Życie prywatne
Od 1986 roku żonaty z Doris Garrett. Mają razem trzy córki: May (ur. 6 marca 1986), Emily i Grace.